# Primula odontica
Primula odontica är en viveväxtart som beskrevs av William Wright Smith. Primula odontica ingår i släktet vivor, och familjen viveväxter. Inga underarter finns listade i Catalogue of Life.